# Moulhard
Moulhard ist eine französische Gemeinde mit 139 Einwohnern (Stand: 1. Januar 2022) im Département Eure-et-Loir in der Region Centre-Val de Loire; sie gehört zum Arrondissement Nogent-le-Rotrou und zum Kanton Brou. 

## Geographie
Moulhard liegt etwa 50 Kilometer südwestlich von Chartres in der Landschaft Perche. Umgeben wird Moulhard von den Nachbargemeinden Miermaigne und Luigny im Norden, Unverre im Osten und Süden, Charbonnières im Südwesten sowie Beaumont-les-Autels im Westen und Nordwesten.

## Bevölkerungsentwicklung
| Jahr                       | 1962 | 1968 | 1975 | 1982 | 1990 | 1999 | 2006 | 2013 | 2020 |
| Einwohner                  | 226  | 213  | 207  | 172  | 151  | 142  | 153  | 151  | 139  |
| Quellen: Cassini und INSEE |      |      |      |      |      |      |      |      |      |

## Sehenswürdigkeiten

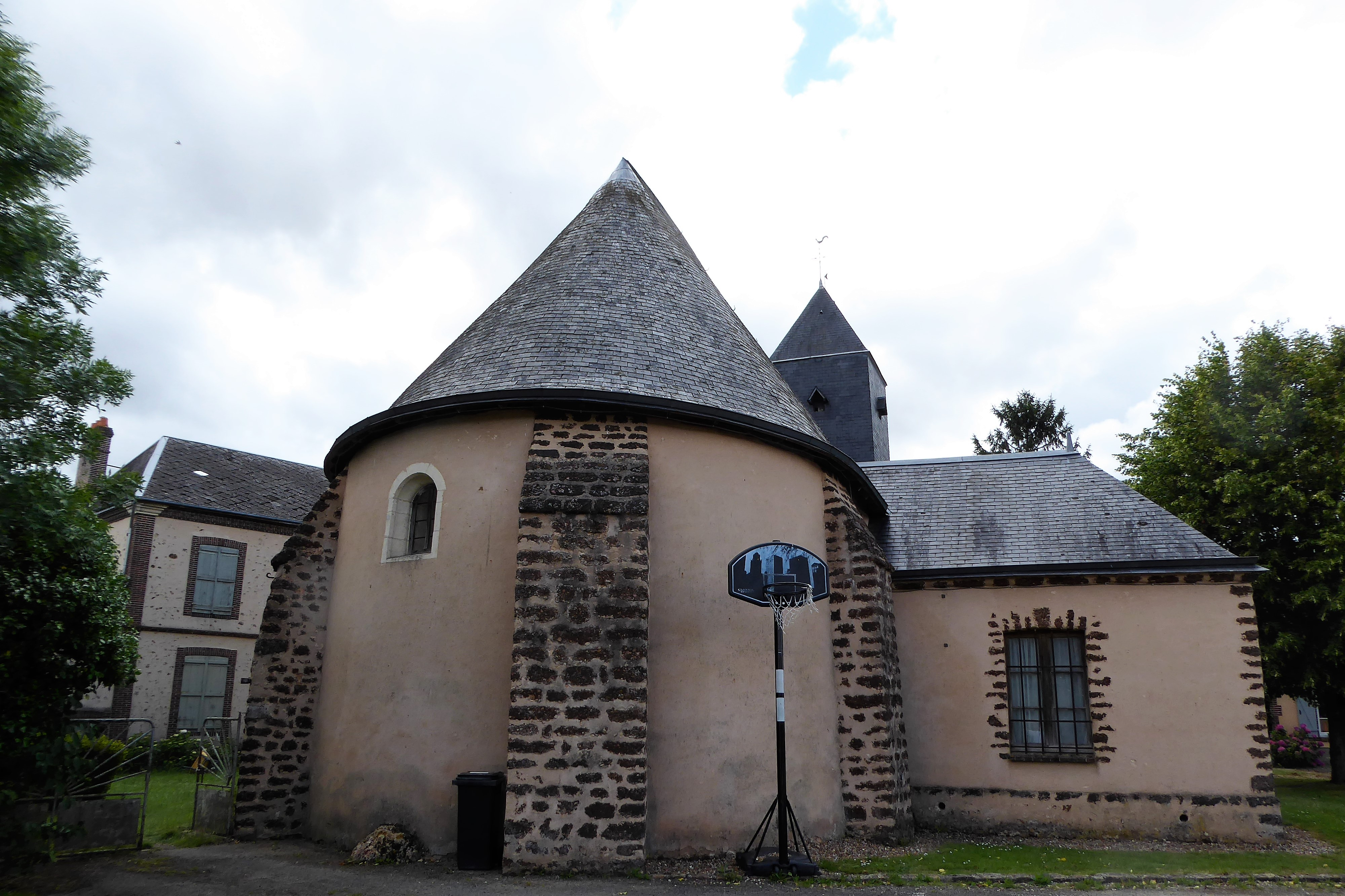
Kirche Notre-Dame

- Kirche Notre-Dame